# Berliner Solistenoktett
Das Berliner Solistenoktett ist ein 2006 in Berlin gegründetes Streichoktett. Seine Mitglieder sind sonst als Solisten und Hochschulprofessoren in Berlin, Düsseldorf und Weimar tätig:
Latica Honda-Rosenberg, Yu Yamei, Friedemann Eichhorn und Mark Gothoni, Geigen, Julia Rebekka Adler und Hartmut Rohde, Bratschen, Jens Peter Maintz und Peter Hörr, Celli.